# Fosfur d'indi alumini gal·li

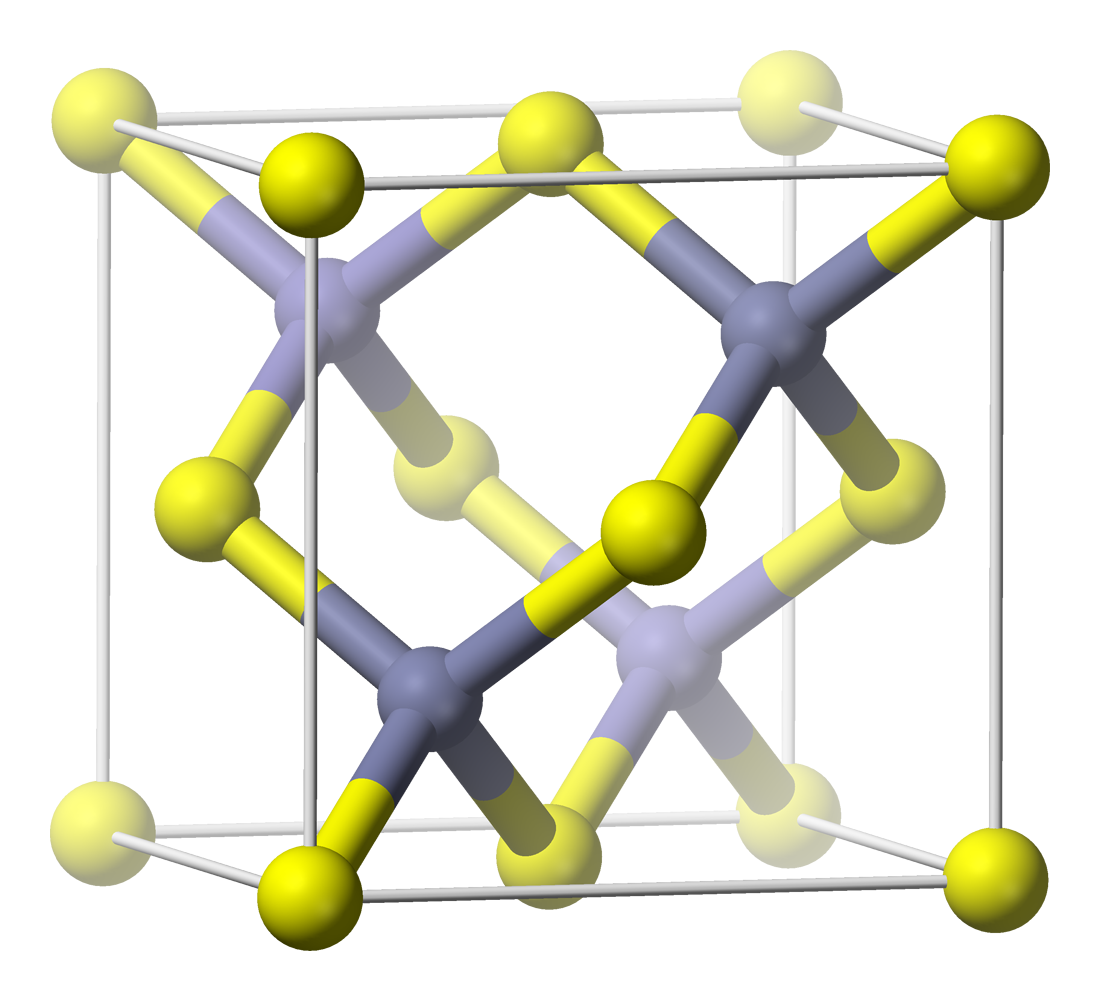
Estructura cristal·lina del Fosfur d'indi alumini gal·li

Fosfur d'indi alumini gal·li (amb fórmula química AlInGaP, InGaAlP, GaInP) és un material semiconductor que proporciona una plataforma per al desenvolupament de nous dispositius fotovoltaics i optoelectrònics multiunió, ja que abasta una banda buida directa des de l'ultraviolat profund fins a l'infraroig.
AlGaInP s'utilitza en la fabricació de díodes emissors de llum de color vermell, taronja, verd i groc d'alta brillantor, per formar l'heteroestructura que emet llum. També s'utilitza per fabricar làsers de díode. La capa d'AlGaInP es cultiva sovint per heteroepitaxia sobre arsenur de gal·li o fosfur de gal·li per tal de formar una estructura de pou quàntic. L'heteroepitaxia és una mena d'epitaxia realitzada amb materials diferents entre si. En heteroepitaxia, una pel·lícula cristal·lina creix sobre un substrat cristal·lí o pel·lícula d'un material diferent.

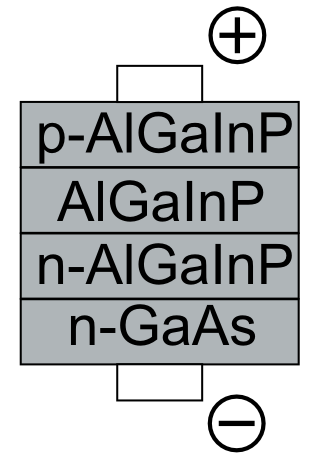
Estructura de Led a partir d' AlGaInP

AlGaInP és un semiconductor, el que significa que la seva banda de valència està completament plena. L'eV de la bretxa de banda entre la banda de valència i la banda de conducció és prou petit com per poder emetre llum visible (1,7 eV - 3.1 eV). La bretxa de banda d'AlGaInP està entre 1,81 eV i 2 eV. Això correspon a la llum vermella, taronja o groga, i per això els LED fets amb AlGaInP són aquests colors.